# Hradiště (okres Domažlice)
Hradiště (německy Hradist, v letech 1939 až 1945 Radisch) je obec v okrese Domažlice v Plzeňském kraji. Žije v ní 191 obyvatel. Nachází se asi deset kilometrů severovýchodně od Domažlic, na pravém břehu Hradišťského potoka. Severně od obce se zvedá vrchol Dubce (454 metrů). Obcí prochází silnice II/183 vedoucí mezi Domažlicemi a Přešticemi.

## Historie
První písemná zmínka o obci Hradisscze pochází z roku 1379.

## Obyvatelstvo
| Rok            | 1869 | 1880 | 1890 | 1900 | 1910 | 1921 | 1930 | 1950 | 1961 | 1970 | 1980 | 1991 | 2001 | 2011 | 2021 |
| -------------- | ---- | ---- | ---- | ---- | ---- | ---- | ---- | ---- | ---- | ---- | ---- | ---- | ---- | ---- | ---- |
| Počet obyvatel | 388  | 388  | 353  | 333  | 383  | 362  | 333  | 225  | 215  | 183  | 144  | 169  | 158  | 164  | 181  |
| Počet domů     | 67   | 69   | 68   | 67   | 73   | 71   | 70   | 72   | 57   | 52   | 46   | 60   | 61   | 66   | 80   |

## Obecní správa
Mezi lety 1850–1979 bylo Hradiště obcí v okrese Domažlice. Od 1. ledna 1980 do 23. listopadu 1990 patřilo jako část městyse ke Kolovči a od 24. listopadu 1990 je opět samostatnou obcí.

### Obecní symboly
Znak a vlajka byly obci uděleny rozhodnutím předsedy Poslanecké sněmovny Parlamentu České republiky dne 10. září 2020.

## Pamětihodnosti
V obci se nachází kaple svatého Václava z roku 1891 a pomník padlým v první světové válce.

## Galerie

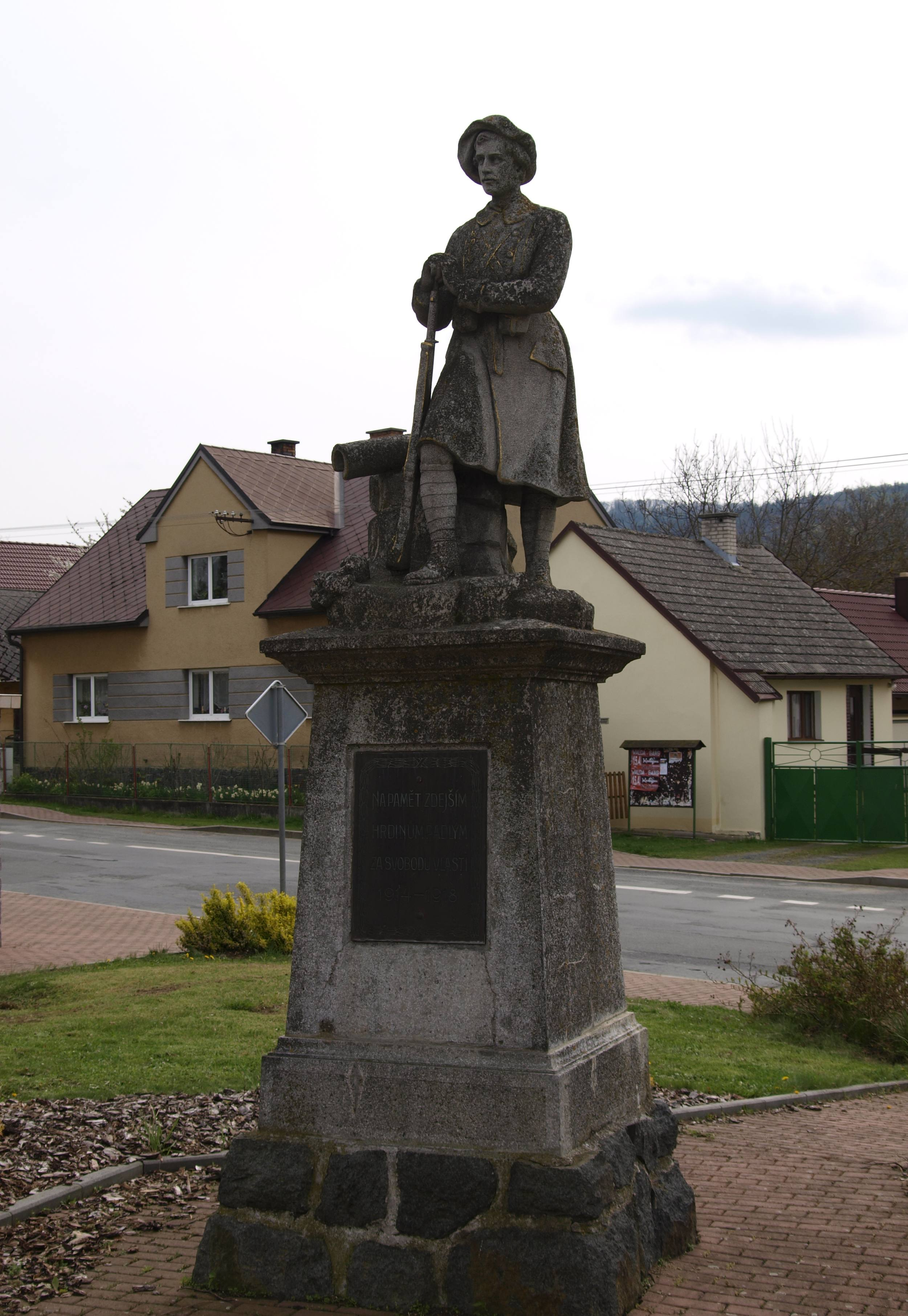
Pomník padlým
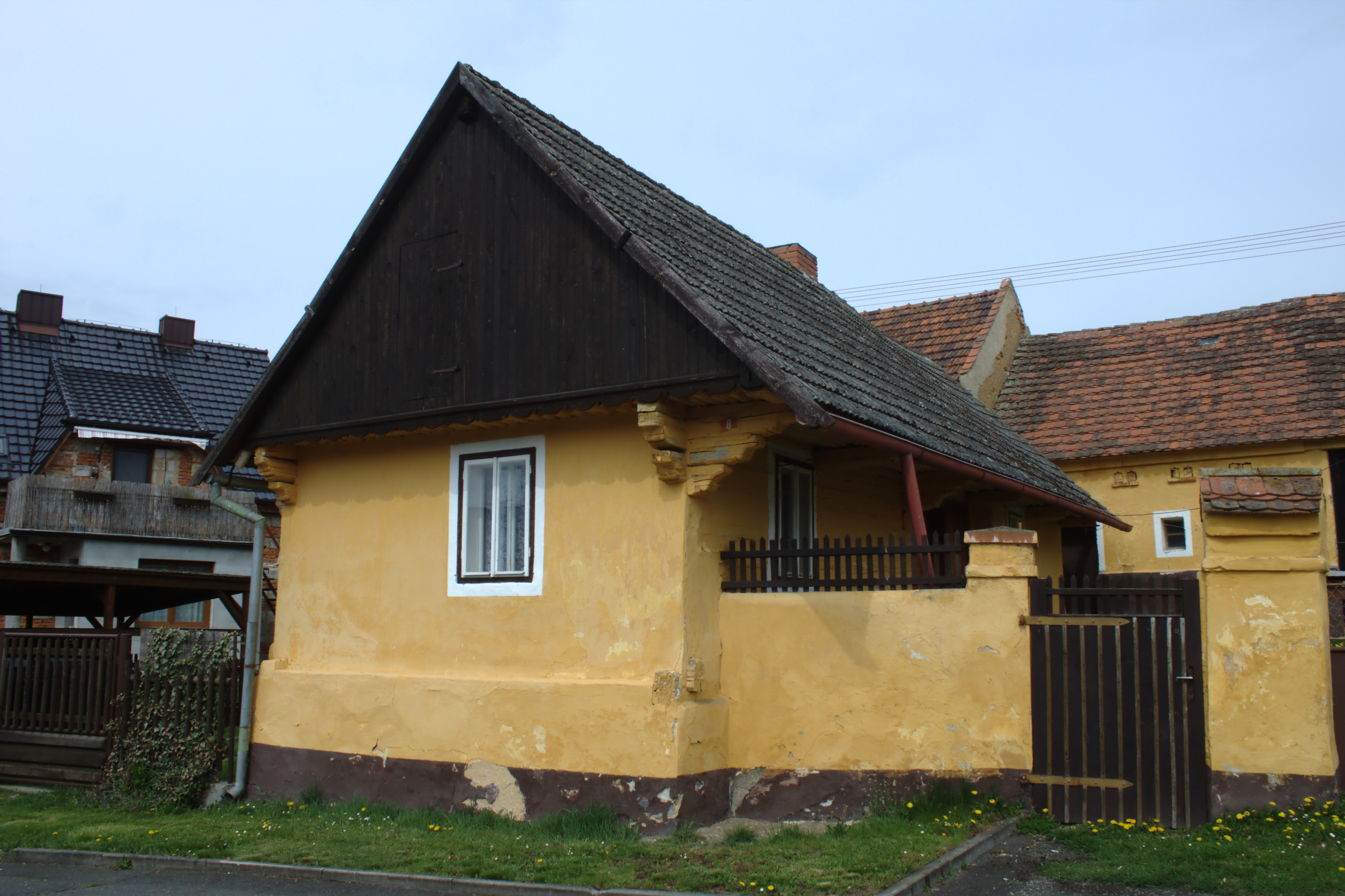
Dům ve vsi
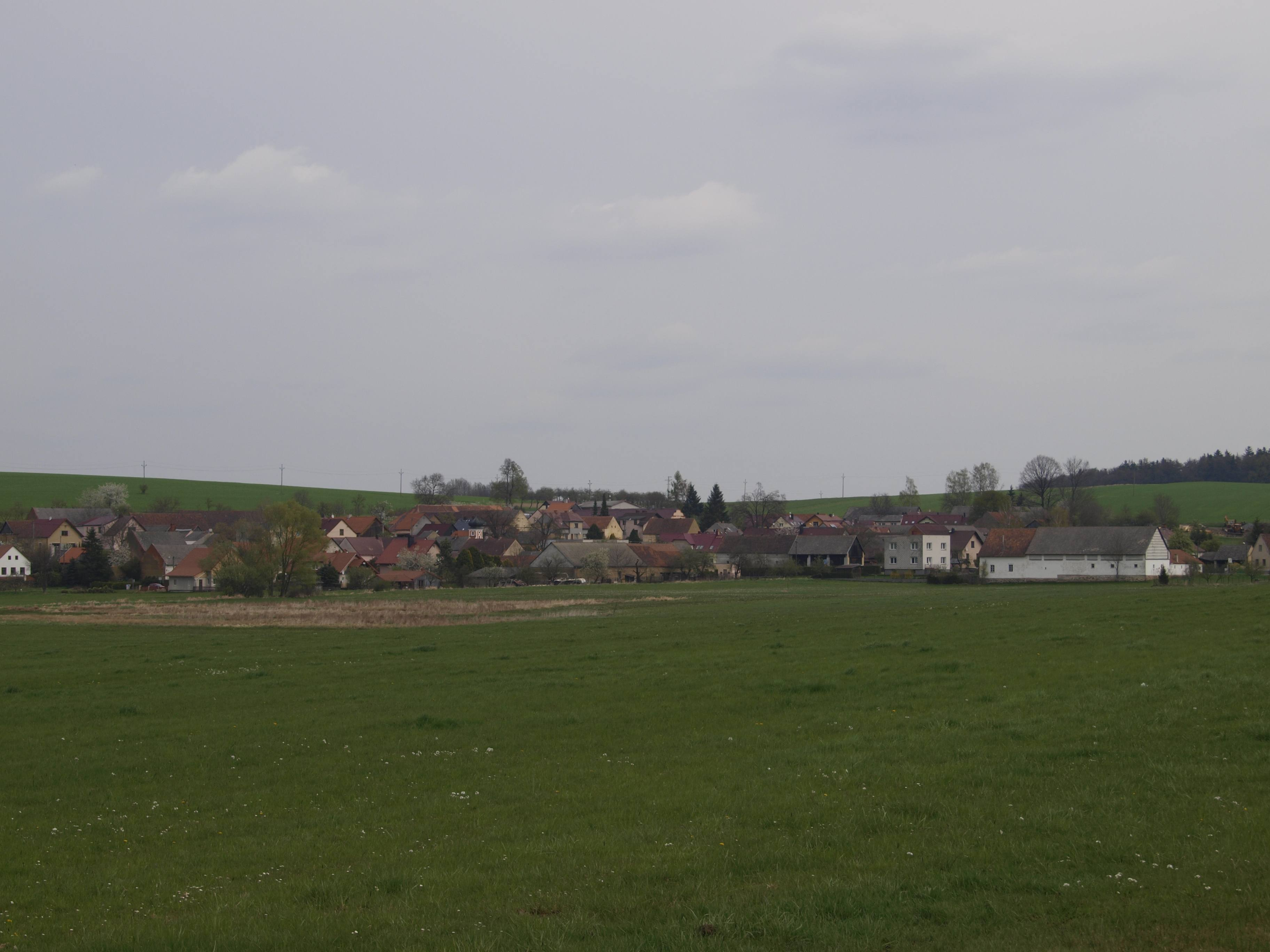
Celkový pohled na obec